# Lachlan Murdoch

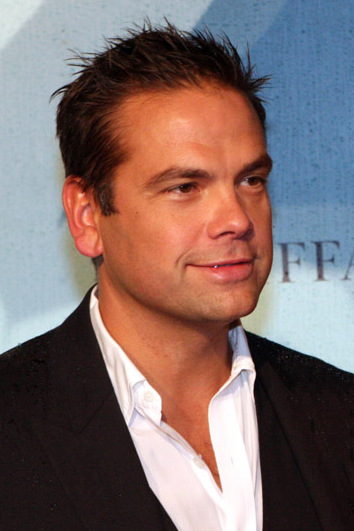
Lachlan Murdoch (2013)

Lachlan Keith Murdoch (* 8. September 1971 in London) ist ein Unternehmer mit US-amerikanischer, britischer und australischer Staatsbürgerschaft. Er ist Executive Chairman von Nova Entertainment, Chairman der News Corp, Executive Chairman und CEO der Fox Corporation, Gründer der australischen Investmentgesellschaft Illyria Pty und ein Direktor des Museum of Contemporary Art Sydney. Er gilt als einer der reichsten Australier.

## Laufbahn
Lachlan Murdoch wurde 1971 in London geboren. Er ist der älteste Sohn des in Australien geborenen amerikanischen Medienmoguls Rupert Murdoch und seiner zweiten Frau, der schottischen Journalistin und Autorin Anna Murdoch Mann. Er wuchs in New York City auf, wo sein Vater die New York Post besaß. Seine Schulzeit verbrachte er in Colorado, New York City und Massachusetts, wo er Privatschulen besuchte. 1989 brachte Rupert Murdoch den damals 18-jährigen Lachlan Murdoch aus beruflichen Gründen nach Australien, um Lachlan drei Monate lang beim Daily Mirror ausbilden zu lassen. 1994 schloss er sein Studium an der Princeton University mit einem Bachelor in Philosophie ab.
Im Alter von 22 Jahren wurde Murdoch zum General Manager von Queensland Newspapers, dem Herausgeber von The Courier-Mail in Brisbane, ernannt. Ein Jahr später wurde er Herausgeber von Australiens erster nationaler Zeitung, The Australian. 1995 wurde er zum stellvertretenden CEO von News Limited ernannt, 1996 zum Executive Director der News Corporation. Gleichzeitig investierte Murdoch in verschiedene Medienunternehmen, darunter auch in das Start-up One.Tel, welches später kollabierte. Er tätigte außerdem Investments in das Werbeunternehmen REA Group und in die australische National Rugby League.
Im Juli 2005 trat der 33-jährige Murdoch überraschend als leitender Angestellter der News Corporation zurück. Der ungeklärte Abschied schien die Hoffnungen des Geschäftsführers der News Corporation, Rupert Murdoch, zunichtezumachen, dass sein Sohn eines Tages die Position des CEO des globalen Medienimperiums übernehmen würde. Dazu gehören das Filmstudio 21st Century Fox, das Fox-Fernsehsender-Netzwerk, mehrere Satellitensender und Zeitungen in Großbritannien, Australien und den Vereinigten Staaten.
Im Jahre 2005 gründete Murdoch die private Investmentfirma Illyria Pty Ltd., diese entwickelte einen vielseitigen Mix aus Investitionen. Die Gesellschaft beteiligte sich unter anderem am Cricket-Team der indischen Premier League (IPL), Rajasthan Royals, dem Online-DVD-Verleih Quickflix, dem Spielzeugvermarkter Funtastic und dem Digital Media-Unternehmen Destra. Im November 2009 erwarb Murdoch über Illyria 50 % von Nova Entertainment und übernahm den Vorsitz. Im September 2012 erwarb Illyria den Rest der Anteile, die es noch nicht besaß.
Im März 2014 wurde Murdoch zum nicht-exekutiven Co-Chairman von News Corp. und 21st Century Fox ernannt, was als Nachfolgeplanung für das Murdoch-Medienimperium galt. Im Juni 2015 wurde er zum Executive Chairman von 21st Century Fox ernannt. Nach der Übernahme von Fox durch Disney im März 2019 wurde Murdoch zum Chairman und CEO der Fox Corporation ernannt.
Im September 2023 kündigte Murdochs Vater an, dass er als Vorsitzender von Fox Corp. und News Corp. zurücktreten werde und Leitung der beiden Unternehmen an seinen Sohn übergeben werde. Lachlan Murdoch wird damit alleiniger Chairman der News Corp. und bleibt Executive Chairman und CEO der der Fox Corporation.

## Persönliches
Murdoch heiratete 1999 das australische Model Sarah O’Hare. Gemeinsam haben sie zwei Söhne und eine Tochter.
Er gilt als ein Fan der Sportart Rugby.

## In der Populärkultur
Immer wieder wurden Vergleiche der Familie Murdoch und insbesondere der Frage der Nachfolge Rupert Murdochs durch Lachlan Murdoch zum Handlungsrahmen der US-Serie Succession gezogen. Murdoch gilt unter anderem als mögliches Vorbild für die Figur des Kendall Roy, während sein Vater auch als Inspiration für den fiktiven Medienmogul Logan Roy diente.